# Paweł Zagumny
Paweł Zagumny (Jasło, 18 ottobre 1977) è un ex pallavolista polacco.
Giocava nel ruolo di palleggiatore.

## Carriera
Paweł Zagumny inizia la sua carriera pallavolistica da professionista nella stagione 1995-96, tra le file del Wojskowy Klub Sportowy Czarni Radom, in cui milita per due stagioni nelle quali non arriva però alcun trofeo. Nell'annata 1997-98 viene ingaggiato dal Klub Sportowy Morze Bałtyk Szczecin, con cui gioca per tre stagioni, in cui non ottiene risultati di rilievo.
Nella stagione 2000-01 si trasferisce in Italia, ingaggiato dalla Pallavolo Padova, in cui milita per tre annate, in seguito alle quali ritorna in patria firmando con l'AZS UWM Olsztyn. Nel 2006 con la nazionale ottiene una medaglia d'argento ai campionati mondiali, mentre tre anni dopo una d'oro ai campionati europei.
Nella stagione 2009-10 decide di trasferirsi di nuovo all'estero ingaggiato dal Panathinaikos Athlitikos Omilos, con cui vince una Coppa di Grecia.
Nella stagione 2010-11 passa allo ZAKSA Kędzierzyn-Koźle con cui vince la sua prima Coppa di Polonia; mentre con la nazionale vince la medaglia d'oro alla World League e al campionato mondiale 2014 ed una d'argento alla Coppa del Mondo 2011. Passa successivamente all'Akademicki Związek Sportowy Politechniki Warszawskiej a partire dal campionato 2015-16: al termine della stagione 2016-17 annuncia il suo ritiro dall'attività agonistica.

## Palmarès

### Club
- Coppa di Grecia: 1

2009-10
- Coppa di Polonia: 2

2012-13, 2013-14

### Nazionale
- Campionato europeo under 20 1996
- Campionato mondiale under 21 1997
- Memorial Hubert Wagner 2007
- Memorial Hubert Wagner 2009

### Premi individuali
- 2006 - Campionato mondiale: Miglior palleggiatore
- 2007 - Memorial Hubert Wagner: Miglior palleggiatore
- 2007 - World League: Miglior palleggiatore
- 2008 - Giochi della XXIX Olimpiade: Miglior palleggiatore
- 2009 - Memorial Hubert Wagner: Miglior palleggiatore
- 2009 - Campionati europei: Miglior palleggiatore
- 2011 - Coppa di Polonia: Miglior palleggiatore
- 2013 - Coppa di Polonia: Miglior palleggiatore
- 2014 - Coppa di polonia: MVP